# Valerius Gratus
Valerius Gratus war der vierte römische Präfekt in Judäa. 

## Leben
Geburts- und Todesdatum des Gratus sind unbekannt. Seine Amtszeit in Judäa dauerte elf Jahre, von 15 bis 26 n. Chr. Er war der Nachfolger von Annius Rufus und wurde von Pontius Pilatus abgelöst. Zu seinen bekanntesten Entscheidungen als Präfekt Judäas gehörte die Abberufung dreier jüdischer Hohepriester des Tempels von Jerusalem. Im Jahre 18 n. Chr. ernannte er für diese Stellung Josephus Kaiphas (auch Kajafas oder Kajaphas genannt).

## Rezeption
In Lewis Wallaces mehrfach verfilmtem Roman Ben Hur wird Gratus bei seinem Einzug in Jerusalem fast von einem Ziegel erschlagen, den der fiktive jüdische Titelheld Judah ben Hur versehentlich vom Dach seines Elternhauses löst. Der vermeintliche Attentatsversuch auf den Präfekten ist die Schlüsselszene für die weitere Handlung des Romans.